# Hellé Nice
Hellé Nice (nacida como Mariette Hélène Delangle; 15 de diciembre de 1900-1 de octubre de 1984) fue una modelo, bailarina y piloto de automovilismo francesa. Compitió en numerosas carreras entre 1928 y 1939, pero su carrera deportiva se vio afectada por un accidente grave en 1936 y su intento de reanudar las carreras después de la Segunda Guerra Mundial se vio socavado (y su vida posterior afectada negativamente) por una acusación no probada de colaboración con los nazis.

## Primeros años
Mariette Hélène Delangle era hija de Alexandrine Bouillie y Léon Delangle, el cartero de Aunay-sous-Auneau, Eure-et-Loir, un pueblo a 47 millas de París. Se fue a París a los 16 años, inicialmente trabajando como modelo de desnudos para el artista Rene Carrere, quien la animó a dedicarse al ballet, lo que la llevó a convertirse en una bailarina muy exitosa bajo el nombre artístico de Hélène Nice, que finalmente se convirtió en Hellé Nice. Se ganó una sólida reputación como solista, pero en 1926 decidió asociarse con Robert Lisset y actuó en cabarets de toda Europa. Sin embargo, su carrera como bailarina se vio truncada en 1929 después de que tuvo un accidente mientras evadía una avalancha mientras esquiaba, salvándole la vida pero lesionándose gravemente la rodilla.
Además de los autos rápidos de su carrera como corredora, Nice vivió una vida acelerada. Su creciente fama significaba que no había escasez de pretendientes. Algunos de sus asuntos fueron breves mientras que otros fueron de mayor duración que, más allá del rico y poderoso Philippe de Rothschild, incluyeron a miembros de la nobleza europea y otras personalidades como Henri de Courcelles, Jean Bugatti y el conde Bruno d'Harcourt.

## Carrera deportiva
Nice fue introducida al automovilismo por el piloto de carreras Gérard de Courcelles. En ese momento, el área de París era uno de los principales centros de la industria automovilística francesa y había numerosas competencias para aficionados de los automóviles. Nice aprovechó la oportunidad de participar en una carrera en la feria anual organizada por otros artistas del mundo del entretenimiento de París.
Hellé Nice decidió probar suerte en el automovilismo profesional. En junio de 1929, conduciendo un Oméga-Six, ganó una carrera exclusiva para mujeres en el Autódromo de Montlhéry. En diciembre del mismo año y en el mismo circuito registró una velocidad de 197,7 kilómetros por hora en un Bugatti sobrealimentado de 2 litros, que algunos han supuesto (extraoficialmente) un récord mundial de velocidad para mujeres; sin embargo, Mme Janine Jennky había alcanzado una velocidad de 199.059 km/h sobre el kilómetro de vuelo en un Bugatti de 2 litros en las pruebas de velocidad de Arpajon casi un año y medio antes. Sin embargo, aprovechando su fama, en 1930 Hellé Nice realizó una gira por los Estados Unidos, compitiendo en una variedad de circuito con un vehículo fabricado por el estadounidense Harry Miller.
Poco después de su regreso de América, entabló una relación con el también piloto Philippe de Rothschild. Rothschild había estado compitiendo con su Bugatti y le presentó a Ettore Bugatti. El propietario de la exitosa compañía de automóviles pensó que Nice sería una persona ideal para agregar a los pilotos masculinos de su línea de competición. Logró su objetivo y en 1931 condujo un Bugatti Type 35 C en varios Grandes Premios menores en Francia y en el Gran Premio de Monza.
Hellé Nice era fácilmente reconocible en su auto de carrera azul brillante. Cautivaba a la multitud cada vez que corría y aumentaba sus ingresos con una serie de patrocinios de productos, incluida la publicidad de Esso y Lucky Strike, que la vieron aparecer en miles de carteles, ayudándola a convertirse en una persona de gran fama en Francia. También ganó cantidades significativas de las carreras, recibiendo tarifas de inscripción equivalentes a $ 100,000 por carrera (ajustado al valor del dólar de 2018). Aunque nunca compitió en un Grande Épreuve importante y nunca ganó un Gran Premio, era una participante habitual. Durante los años siguientes, como una de las pocas mujeres piloto, Nice siguió compitiendo con Bugatti y Alfa Romeo contra los mejores pilotos de la época. Compitió no solo en carreras menores de Gran Premio, sino también en escaladas y rallies en toda Europa, ganando el Rallye Paris - Saint-Raphaël Féminin de 1932, y también apareciendo en el famoso Rally de Montecarlo.
El 10 de septiembre de 1933 participaba en una de las carreras más trágicas de la historia. Durante el Gran Premio de Monza de 1933, un evento de Fórmula Libre celebrado el mismo día que el Gran Premio de Italia, pero en un diseño de circuito diferente, en el Autodromo Nazionale Monza, Giuseppe Campari, Baconin Borzacchini y el conde polaco Stanislas Czaikowski fallecieron. Nice terminó tercera (última) en la segunda manga de la carrera.

### Accidente
En 1936 viajó a Brasil para competir en dos carreras. Durante el Gran Premio de São Paulo, ocupaba el tercer lugar detrás del campeón brasileño Manuel de Teffé cuando un extraño accidente casi la mata. Su Alfa Romeo dio una voltereta en el aire y se estrelló contra la tribuna, matando a seis personas e hiriendo a más de treinta. Nice salió disparada del auto y aterrizó sobre un soldado que absorbió todo el impacto de su cuerpo, salvándole la vida. La fuerza del impacto mató al soldado y, como yacía inconsciente, también se pensó que estaba muerta. Llevada al hospital, despertó del coma tres días después y dos meses después fue dada de alta del hospital. La tragedia la convirtió en una heroína nacional entre la población brasileña.
En 1937, intentó regresar a las carreras, con la esperanza de competir en la Mille Miglia y en el Gran Premio de Trípoli, que ofrecía un premio en efectivo muy importante. Sin embargo, no pudo obtener el respaldo necesario y, en cambio, participó en las carreras de resistencia «Yacco» para mujeres piloto en el hipódromo de Montlhéry en Francia. Allí, alternando con otras tres mujeres, Nice corrió durante diez días y diez noches, batiendo el equipo diez récords mundiales en distancias y periodos de 20.000 km en 10 días.

## Segunda Guerra Mundial
Durante los siguientes dos años, compitió en rallies con la esperanza de volver a unirse al equipo Bugatti. Sin embargo, en agosto de 1939, su amigo Jean Bugatti murió mientras probaba un vehículo de la empresa y un mes después, las carreras en Europa se detuvieron con el inicio de la Segunda Guerra Mundial. En 1943, durante la ocupación alemana de Francia, se mudó a la Riviera francesa y adquirió una casa en Niza, donde vivió el resto de la guerra.

### Acusaciones de colaboración
En 1949, su compañero de ruta, Louis Chiron, la acusó de «colaborar con los nazis» en una fiesta en Mónaco para celebrar el primer Rally de Montecarlo de la posguerra. Sin embargo, su biógrafa Miranda Seymour es «cautelosa sobre la culpabilidad de Nice», exponiendo varias formas en las que (hipotéticamente) se podría haber considerado que ella colaboró, pero señalando que sus investigaciones en el Bundesarchiv de Berlín no arrojaron ningún resultado de que Nice había sido una «agente de la Gestapo», como parecía afirmar Chiron. A pesar de la ausencia de pruebas definitivas, la acusación la dejó «desempleada», siendo suficiente para disuadir a los patrocinadores y terminar efectivamente con su carrera.

## Últimos años y muerte

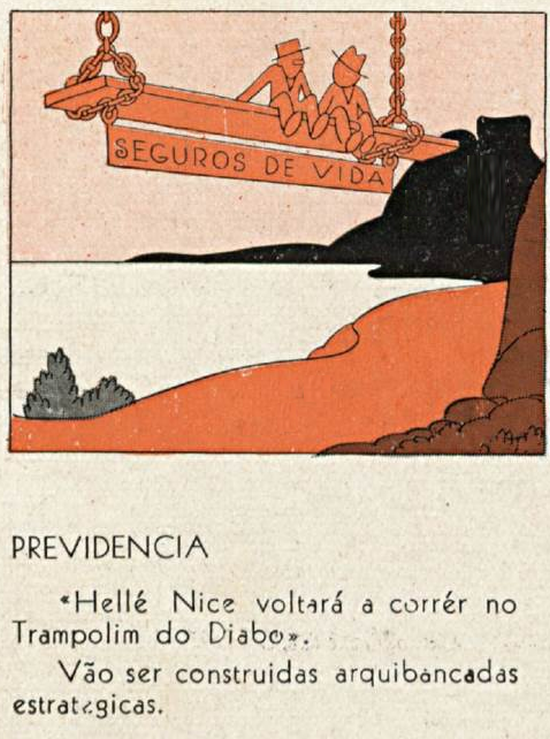
Caricatura de Félix para la revista «Careta», en la que ironiza sobre el accidente sufrido en 1936 por la corredora Hellé Nice, que volcó su coche en la carrera «Cidade de São Paulo» y causó la muerte de seis espectadores.

Una de las mujeres más pintorescas del siglo XX, que había competido con cierto éxito en más de 70 eventos en los niveles más altos de las carreras automovilísticas (incluidos unos 32 grandes premios menores), pasó sus últimos años en un sórdido apartamento infestado de ratas en la parte trasera callejones de la ciudad de Niza, viviendo bajo un nombre ficticio. Los vecinos recordaron a Nice «sacando la leche de los platillos de los gatos porque no tenía nada para comer ni beber». Separada de su familia durante años, murió sin un centavo, sin amigos y completamente olvidada por la multitud rica y glamorosa involucrada en las carreras de automovilismo. Su cremación fue pagada por la organización benéfica parisina que la había ayudado, y las cenizas fueron enviadas a su hermana en el pueblo de Sainte-Mesme, cerca de su lugar de nacimiento y donde fueron enterrados sus padres. No se la menciona en el memorial del cementerio de la familia. En 2008, una fundación establecida en su nombre erigió una placa conmemorativa en su tumba previamente sin marcar.